# Per Munkberg
Per Munkberg, född 1 oktober 1818 i Källs-Nöbbelövs socken, Malmöhus län, död 1887, var en spelman, soldat och torpare.
Han var bosatt i Sireköpinge socken, Barsebäcks socken och Löddeköpinge socken alla i Malmöhus län.
.
Nils Andersson var elev till Munkberg, och han har bland annat noterat följande 
| ”               | Hängiven musiken, trivdes Munkberg bäst med sin fiol och sina noter. Först när han intagit sin plats i 'spelmanskrogen' och fått liv i ungdomen, mildrades den annars något sträva minen. Då lät han stråken med fart dansa över strängarna, och med klackarna stampade han väldeligt takten, så det genljöd i stugan. Tack vare sin notkunnighet hade gubben blivit fullt införlivad med den moderna dansmusiken. Särskilt mazurkan tycktes ha tilltalat honom. Han spelade nämligen denna dans med synnerlig förkärlek, verklig god smak, och hade en utvald samling mazurkor på sin repertoar. | „ |
| – Svenska låtar | |   |